# Heinz Hentschel
Heinz Hentschel (* 6. Januar 1922), ein ehemaliger deutscher Fußballspieler, der von 1949 bis 1955 im DDR-Fußball aktiv war.

## Sportliche Laufbahn
1949 wurde die Betriebssportgemeinschaft (BSG) „Franz Mehring“ aus der Werkssiedlung Marga Vizemeister der Fußball-Landesklasse Brandenburg. Zur Mannschaft gehörte auch der 27-jährige Abwehrspieler Heinz Hentschel. Mit der Vizemeisterschaft qualifizierte sich die BSG Marga für die neu gegründete Fußball-Liga des Deutschen Sportausschusses in der Sowjetischen Besatzungszone. In deren erster Saison 1949/50 war Hentschel bei Marga als linker Verteidiger mit 25 Einsätzen bei 26 Ligaspielen Stammspieler und hatte damit einen entscheidenden Anteil am überraschenden 6. Platz der kleinen Senftenberger Vorstadt-BSG. Nach Gründung der DDR und der Einführung einer zweiten Liga (DDR-Liga) wurde die bisherige DS-Liga in DDR-Oberliga umbenannt. Auch die BSG „Franz Mehring“ erhielt mit „Aktivist Brieske-Ost“ eine neue Bezeichnung, die nun Bezug auf den Senftenberger Stadtteil Brieske nahm. Unter diesem Namen war die BSG auch in den folgenden Jahren ständiges Mitglied der DDR-Oberliga. Auch Heinz Hentschel gehörte weiter zum Stammpersonal der BSG Aktivist. Die Saison 1950/51 wurde seine erfolgreichste Spielzeit, in der er nicht nur 31 der 34 Oberligaspiele bestritt, sondern sich auch mit elf Treffern als erfolgreicher Torschütze hervortat. Dies veranlasste Trainer Paul Kugler, Hentschel 1951/52 im Angriff spielen zulassen. Dieser hatte jedoch mehrere Ausfälle zu verkraften und kam in 36 Punktspielen nur auf 26 Einsätze und schoss nur fünf Tore. Zur Saison 1952/53 kam mit Willi Schober ein neuer Trainer, der Hentschel wieder zurück in die Abwehr schickte. Zugleich fand Hentschel auch seine alte Beständigkeit zurück und fehlte in den folgenden drei Spielzeiten nur bei zehn Oberligaspielen. Seine letzte volle Saison, von der ab die Briesker als „Sportclub Aktivist“ antraten, absolvierte Hentschel 1954/55 mit 20 von 26 möglichen Einsätzen und einem Tor. In der nachfolgenden Übergangsrunde zum Wechsel in den Kalenderjahrspielrhythmus mit 13 Runden wurde er im Herbst 1955 nur noch zweimal aufgeboten. Danach zog er sich 33-jährig vom Leistungsfußball zurück.